# Anaurilândia

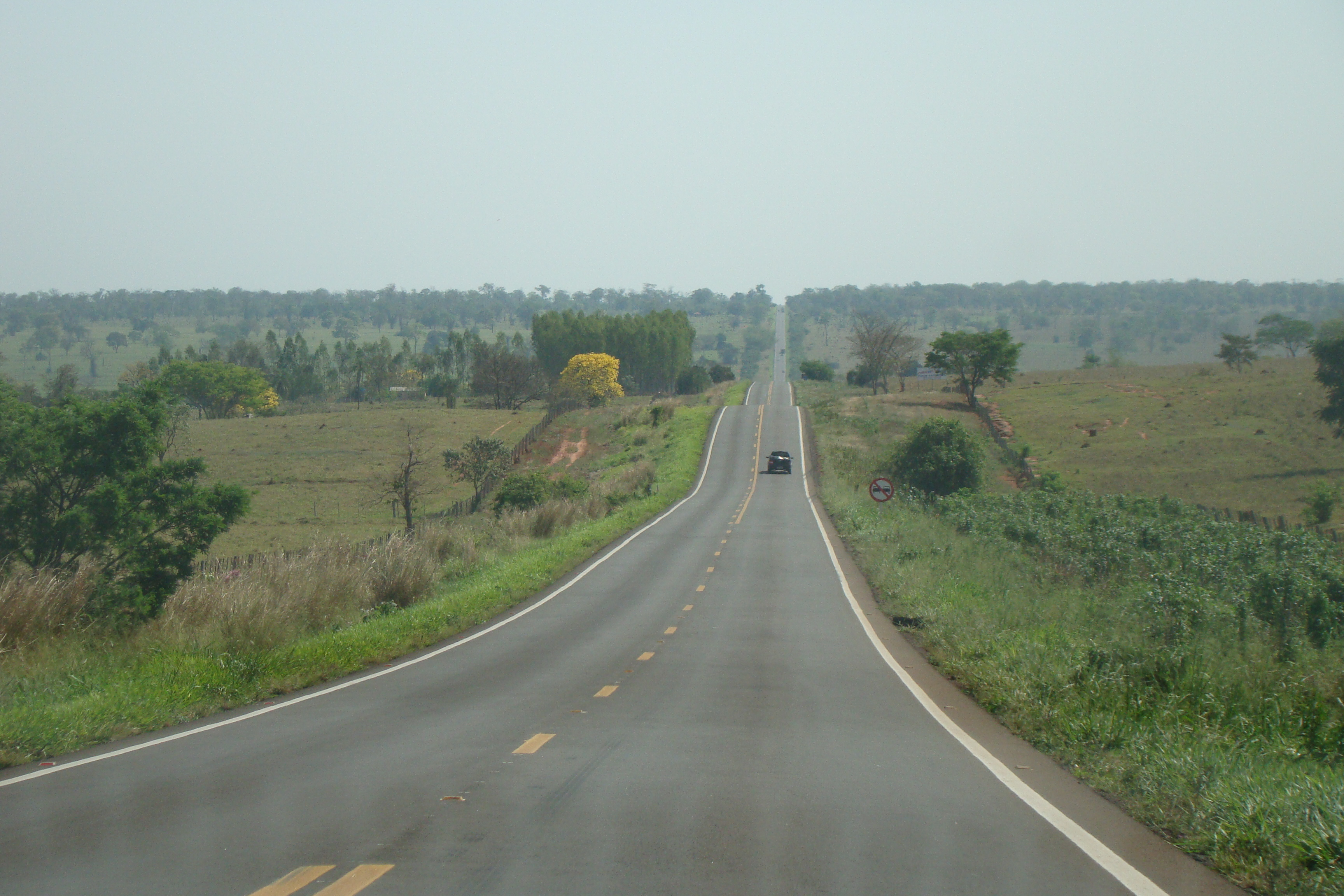
Ruta del municipio de Anaurilândia.

Anaurilândia es un municipio brasileño ubicado en el este del estado de Mato Grosso do Sul, fue fundado en 1963.
Situado a una altitud de 312 m s. n. m., su población según los datos del IBGE es de 8.697 habitantes, posee una superficie de 3.395 km², dista de 367 km de la capital estatal Campo Grande.
El actual prefeito (en español alcalde) es Edson Stefano Takazono del PMDB.